# Turks (singolo)
Turks è un singolo del rapper canadese Nav e del rapper statunitense Gunna, pubblicato il 27 marzo 2020 come primo estratto dal terzo album in studio del primo Good Intentions.
Il brano vede la partecipazione del rapper statunitense Travis Scott.

## Video musicale
Il video musicale, diretto da Amir "Cash" Esmailian e Zac Facts, è stato reso disponibile il 30 marzo 2020.

## Tracce
Testi e musiche di Amir Esmailian, Jacques Berman Webster II, Navraj Goraya, Sergio Giovanni Kitchens e Wesley Glass.
1. Turks (feat. Travis Scott) – 2:41

## Formazione
Musicisti
- Nav – voce
- Gunna – voce
- Travis Scott – voce aggiuntiva
- Wesley Glass – programmazione

Produzione
- Wheezy – produzione
- Raphael Mesquita – assistenza alla registrazione
- Ethan Stevens – ingegneria del suono
- Pro Logic – missaggio

## Successo commerciale
Turks ha debuttato alla 17ª posizione della Billboard Hot 100 ed è risultato il 4º brano più riprodotto in streaming nella pubblicazione dell'11 aprile 2020, grazie a 20,1 milioni di stream. Si tratta della prima top fourty di Nav nella classifica statunitense.

## Classifiche
| Classifica (2020) | Posizione massima |
| ----------------- | ----------------- |
| Austria           | 75                |
| Canada            | 45                |
| Grecia            | 21                |
| Irlanda           | 60                |
| Lettonia          | 30                |
| Lituania          | 43                |
| Portogallo        | 83                |
| Regno Unito       | 54                |
| Slovacchia        | 75                |
| Stati Uniti       | 17                |
| Svizzera          | 63                |
| Ungheria          | 37                |